# Mount Block, Australien
Mount Block är ett berg i Australien. Det ligger i regionen Waratah/Wynyard och delstaten Tasmanien, i den sydöstra delen av landet, omkring 190 kilometer nordväst om delstatshuvudstaden Hobart. Toppen på Mount Block är 656 meter över havet, eller 15 meter över den omgivande terrängen. Bredden vid basen är 0,20 km.
Trakten runt Mount Block är nära nog obefolkad, med mindre än två invånare per kvadratkilometer.. Närmaste större samhälle är Rosebery, omkring 15 kilometer sydväst om Mount Block. 
I omgivningarna runt Mount Block växer i huvudsak städsegrön lövskog. Genomsnittlig årsnederbörd är 2 426 millimeter. Den regnigaste månaden är augusti, med i genomsnitt 307 mm nederbörd, och den torraste är februari, med 103 mm nederbörd.